# Bartolomé I
Bartolomé I (en griego: Βαρθολομαίος Α’, Bartholomaíos A’, en turco: Patrik I. Bartholomeos), de nombre secular Demetrio Arjondonis (en griego: Δημήτριος Αρχοντώνης; Imbros, Turquía, 29 de febrero de 1940), es el 270° y actual patriarca de Constantinopla desde el 2 de noviembre de 1991. Su título oficial es «Arzobispo de Constantinopla, Nueva Roma y Patriarca Ecuménico». De acuerdo con su título, es considerado como el primus inter pares (primero entre iguales) en la Iglesia ortodoxa, y como el líder espiritual de los cristianos ortodoxos en todo el mundo.
Bartolomé nació en la aldea de Agios Theodoros en la isla de Imbros (rebautizada después por Turquía como Gökçeada). Tras su graduación, mantuvo un cargo en el Seminario Teológico Patriarcal de Halki, donde fue ordenado sacerdote. Posteriormente fungió como metropolitano de Filadelfia y Calcedonia y se convirtió en miembro del Santo Sínodo, así como de otros comités, previo a su nombramiento como patriarca ecuménico.
Su permanencia en el cargo espiritual ha estado caracterizada por la cooperación intraortodoxa, intracristiana y el diálogo interreligioso, y visitas formales a líderes católicos, veterocatólicos, ortodoxos y musulmanes, que solo habían sido visitados rara vez previamente por parte de un patriarca ecuménico. Ha intercambiado numerosas invitaciones con dignatarios eclesiales y estatales. Sus esfuerzos por promover la libertad de culto y los derechos humanos, sus iniciativas para avanzar la tolerancia religiosa entre las religiones del mundo, así como sus esfuerzo por promover la ecología y la protección del medio ambiente, han sido ampliamente conocidas y tales esfuerzos le han ganado el título de «El Patriarca verde». Entre sus muchas posiciones internacionales, es actualmente parte del Panel de Líderes Religiosos Mundiales para el Elijah Interfaith Institute. En 2018, el Patriarcado de Moscú rompió la comunión con el Patriarcado Ecuménico como resultado de disputas alrededor de la decisión de Bartolomé de autorizar autocefalia a la iglesia ortodoxa de Ucrania.

## Biografía
Fue hijo de Christos y de Merope Archondonis. Si bien pertenece a la comunidad griega residente en Turquía, es ciudadano turco, dado que aún hoy sigue vigente la cláusula impuesta por el gobierno turco por la cual sólo un ciudadano turco puede ser elegido patriarca de Constantinopla. 
En 1961 obtuvo con felicitaciones su licencia de teología en la célebre Escuela de Teología de Halkis. Ese mismo año fue ordenado diácono y recibió el nombre de Bartolomé. En 1969 fue ordenado sacerdote y poco después el patriarca Atenágoras I lo elevó al rango de archimandrita. En 1972 asumió la dirección de la oficina privada patriarcal fundada por el patriarca Demétrio I. En 1973 fue consagrado obispo y se tornó metropolita de Filadelfia. En enero de 1990 fue elegido metropolita de Calcedonia hasta su ascensión al trono ecuménico en 1991.
Conoce numerosas lenguas, a saber, griego, turco, latín, italiano, inglés, francés y alemán. Es doctor honoris causa por diferentes academias, como la Facultad Teológica de la Universidad de Atenas y la Academia de Teología de la Universidad de Teología de Moscú, la Facultad de Filosofía de la Universidad de Creta, la Universidad de Londres, la Universidad Católica de Lovaina en Bélgica, el Instituto Teológico San Sergio de París, la Escuela de Derecho Canónico Aix-en-Provence en Francia, la Universidad de Edimburgo y la Escuela Teológica de la Santa Cruz en Boston, en EE. UU.

## Patriarcado
Como patriarca ecuménico participó activamente en el plano internacional. Uno de sus primeros objetivos fue reconstruir las Iglesias Ortodoxas después de la caída del comunismo en 1990. Continuó también el diálogo con la Iglesia católica que había sido iniciado por sus predecesores. Bartolomé I ha suscrito, junto con Juan Pablo II, un documento que apunta la Comisión Mixta Internacional para el Diálogo entre la Iglesia Católica (Iglesias orientales en comunión con Roma) y la Ortodoxa (Iglesia ortodoxa de Constantinopla, Iglesia ortodoxa de Alejandría, Iglesia ortodoxa de Antioquía, Iglesia ortodoxa de Jerusalén, Iglesia ortodoxa rusa, Iglesia ortodoxa y apostólica georgiana, Iglesia ortodoxa de Ucrania, Iglesia ortodoxa serbia, Iglesia ortodoxa rumana, Iglesia ortodoxa búlgara, Iglesia ortodoxa chipriota, Iglesia ortodoxa de Grecia, Iglesia ortodoxa polaca, Iglesia ortodoxa albanesa, Iglesia ortodoxa venezolana, Iglesia ortodoxa antioquiena argentina, Iglesia ortodoxa checa y eslovaca y las distintas Iglesias ortodoxas ucranianas en América del Sur). Durante el viaje apostólico de Benedicto XVI a Turquía en noviembre de 2006 se reunieron los dos patriarcas y realizaron una comunicación conjunta, además de celebrar una liturgia especial en la Catedral Patriarcal de San Jorge.

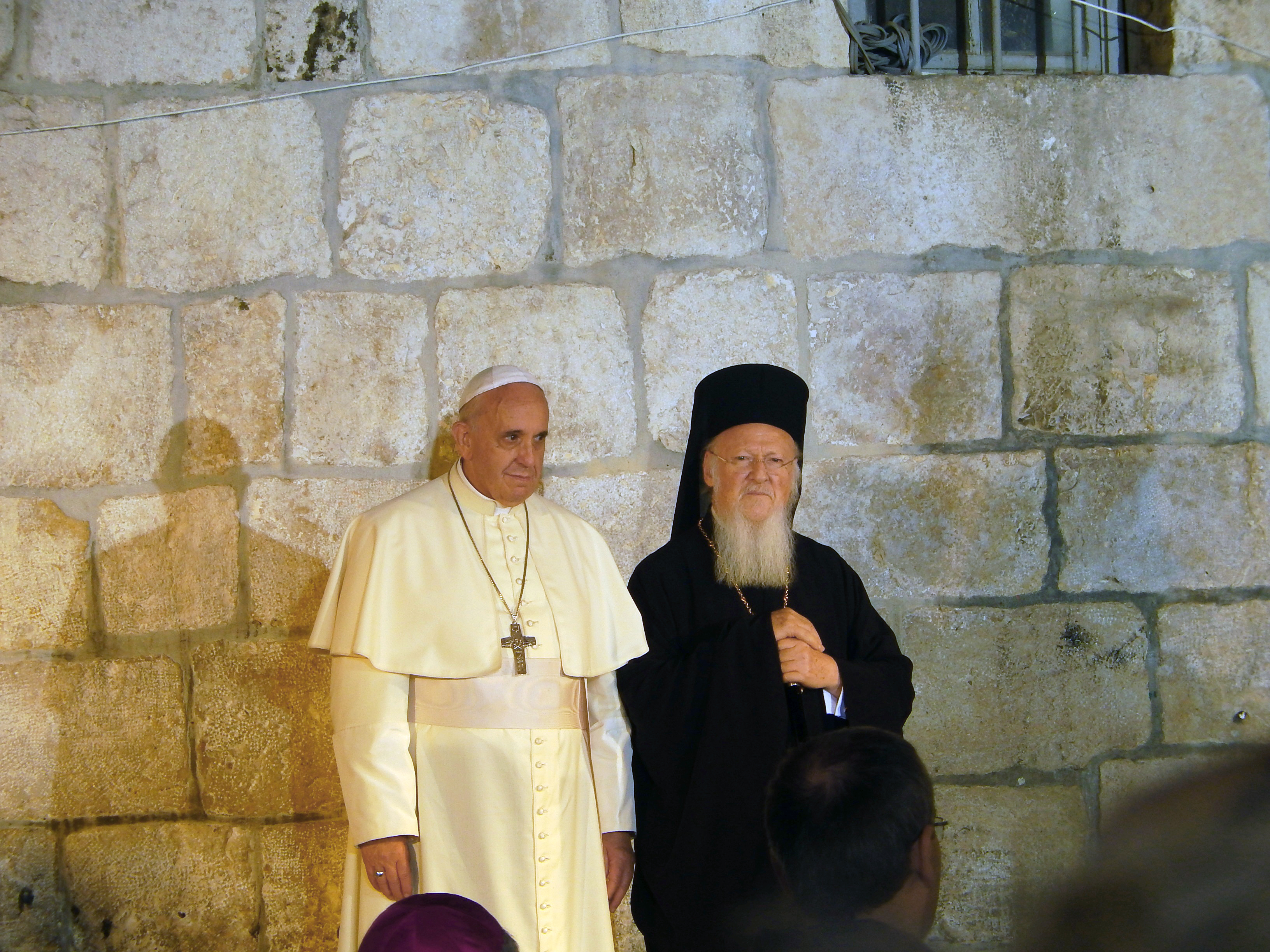
El papa Francisco y Bartolomé I, patriarca de Constantinopla, en la basílica del Santo Sepulcro.

Inició el diálogo con otras religiones, entre ellas las otras confesiones CristianUnidas, Anabautistas -salvo los Amish-, Anglicanismo, Iglesias de los Hermanos, Bautistas, Metodismo, Sociedad Religiosa de los Amigos (Cuáqueros), Movimiento de Restauración (Stone-Campbell), Federación Internacional de Iglesias Evangélicas Libres, Pentecostalismo, Pietistas e Iglesias de Santidad, Iglesias Neocarismáticas), Islam y Judaísmo. También se ha ganado la reputación de ambientalista. Esta actividad le ha hecho ganar el apodo de "El Patriarca Verde" y el "Papa Verde".
Dio un gran paso de acercamiento hacia la Iglesia católica asistiendo a la inauguración del pontificado del papa Francisco, un hecho que no ocurría desde hace casi 1000 años. Durante el viaje del papa Francisco a Tierra Santa, el pontífice planificó reunirse en cuatro oportunidades con Bartolomé I, incluyendo en una oración pública y conjunta en el Santo Sepulcro, lugar sagrado para el cristianismo. Federico Lombardi calificó como «histórico» el hecho de que, por vez primera, representantes de las diversas confesiones cristianas, entre ellos greco-ortodoxos, armenios ortodoxos y franciscanos católicos oraran juntos en ese lugar.

## Distinciones honoríficas
- Caballero gran collar de la Orden del Águila de Georgia (Dinastía Bagrationi, 2011).
- Gran Condecoración de Honor en Oro con Fajín de la Orden al Mérito de la República de Austria ( Austria, 2011).
- Caballero gran cruz de la Orden de la Estrella de Rumanía ( Rumania, 1999).
- Orden de la Doble Cruz Blanca ( Eslovaquia, 2013).

### Doctorhonoris causa
- Academia Teológica de Moscú  Rusia
- Universidad Estatal de Moscú  Rusia
- Katholieke Universiteit Leuven  Bélgica
- Universidad Nacional y Kapodistriaca de Atenas  Grecia
- Universidad Aristóteles de Salónica  Grecia
- Universidad de Creta  Grecia
- Universidad de Ioánina  Grecia
- Universidad Demócrito de Tracia  Grecia
- Universidad del Egeo  Grecia
- Universidad Alexandru Ioan Cuza de Iași  Rumania
- Universidad de Bucarest  Rumania
- Universidad Metodista del Sur  Estados Unidos
- Universidad Tufts  Estados Unidos
- Universidad de Georgetown  Estados Unidos
- Universidad de Edimburgo  Escocia
- Universidad de Provenza  Francia
- Instituto Católico de París  Francia
- Universidad de Sherbrooke  Canadá
- Universidad de Hankuk de Estudios Extranjeros  Corea del Sur
- Universidad de la City de Londres  Inglaterra
- Universidad de Exeter  Inglaterra